# Ulli Fessl
Ulli Fessl (* 5. Jänner 1942 in Linz) ist eine österreichische Schauspielerin.

## Leben
Nach der Matura und ersten Auftritten im Linzer Kellertheater ging Ulli Fessl nach Wien und absolvierte eine Schauspielausbildung an der Schauspielschule Krauss in Wien. Fessl wurde Anfang der 1960er Jahre ans Burgtheater engagiert, wo sie über vierzig Jahre dem Ensemble angehörte. Einem breiteren Fernsehpublikum wurde sie 1980 mit der Rolle der Maria Theresia im gleichnamigen Fernsehfilm sowie ab 1981 mit ihrer Rolle als Marianne Gräfin Artenberg in der Fernsehserie Ringstraßenpalais bekannt.
Am Raimundtheater war sie in der Saison 1965/66 an der Seite von Peter Fröhlich im Singspiel Sissy von Fritz Kreisler zu sehen, Regie führte Karl Farkas. Bei den Festspielen Gutenstein (vormals Raimundspiele Gutenstein) wirkte sie unter anderem in Der Alpenkönig und der Menschenfeind sowie in Die gefesselte Phantasie mit. In der Volksoper Wien trat sie in Der Opernball sowie in der Saison 2007/08 und 2013/14 in der Rolle der Mrs. Pearce in My Fair Lady auf. Nach Texten des Schriftstellers Helmut Korherr spielte sie 2009 in Die Diva Sandrock und ihr Dichter in der Freien Bühne Wieden, 2011 als Bertha von Suttner in einer gespielten Lesung mit Musik und 2013 in Berta Zuckerkandl und die bittere Wahrheit im Salon vom Café Landtmann. 
Seit 2012 tritt sie in der Wiener Komödie am Kai auf, unter anderem als Lily in der Krimikomödie Keine Leiche ohne Lily von Jack Popplewell (2012), in There's No Business Like Showbusiness von Sissy Boran und Andrea Eckstein (2013), Einmal Moskau und zurück von Alexander Galin (2014), 2015 in Quartetto, einer Komödie von Ronald Harwood, 2016 in der Krimi-Komödie von Dennis Woodford „Ballettratten“ (A Chorus of Murder) mit Dany Sigel und 2017 in Der dressierte Mann von Sissy Boran. 2018 war sie neben Maria Köstlinger, Bea Brocks, Therese Lohner und Silvia Meisterle als eine von fünf Madame Bovarys am Theater in der Josefstadt zu sehen. Unter der Regie von Christian Spatzek feierte sie im Februar 2020 in der Komödie am Kai neben Irene Budischowsky (Dorothy), Edith Leyrer (Blanche), Margot Ganser-Skofic (Sophia) als Rose in einer Bühnenadaption der Golden Girls Premiere.
Bei den Festspielen Stockerau spielte sie 2025 in der Nestroy-Posse Der Talisman die Frau von Cypressenburg. Zuvor war sie dort 1964 im zweiten Spieljahr der Festspiele in Die Lerche unter der Regie von Gründer Otto Kroneder als Hofdame zu sehen.
Fessl war von 1975 bis 1991 mit dem Regisseur Kurt Junek verheiratet.

## Auszeichnungen
- 1980: Goldenes Verdienstzeichen der Republik Österreich[21]
- 2013: Ferdinand-Raimund-Ring[22][23]
- 2018: Ehrenmitglied der Josef-Weinheber-Gesellschaft[24]

## Filmografie (Auswahl)
- 1962: Valnocha, der Koch (Fernsehfilm)
- 1963: Das Mädl aus der Vorstadt (Fernsehfilm)
- 1964: Der Verschwender
- 1964: Das Konzert (Fernsehfilm)
- 1964: Die Verantwortlichen (Fernsehfilm)
- 1965: Der Alpenkönig und der Menschenfeind
- 1966: Alibi für James (Fernsehfilm)
- 1970: Filmgeschichte(n) aus Österreich – Es begann anno 1896
- 1970: Der Rauchfangkehrer auf dem Regenbogen (Fernsehfilm)
- 1970: Die Prinzessin und der Schweinehirt (Fernsehfilm)
- 1970: Der Kurier der Kaiserin – Der neue Oberst
- 1970–1971: G’schichten aus Wien (zwei Episoden)
- 1971: Wenn der Vater mit dem Sohne (zwei Episoden)
- 1971: Die große Glocke (Fernsehserie, eine Episode)
- 1971: Der fidele Bauer (Fernsehfilm)
- 1972: Wir sind drei (Kurzfilm)
- 1972: Don Gil von den grünen Hosen (Fernsehfilm)
- 1973: Die Verlobung (Fernsehfilm)
- 1973: Hallo – Hotel Sacher … Portier! – Die Liebe und das Geschäft
- 1973: Der fidele Bauer (Fernsehinszenierung ORF/ZDF, Regie: Axel von Ambesser)
- 1976: Ein Badeunfall (Fernsehfilm)
- 1976: Die Insel der Seligen (Fernsehfilm)
- 1976: Tatort: Annoncen-Mord
- 1979: George Dandin (Fernsehfilm)
- 1980: Maria Theresia
- 1981–1983: Ringstraßenpalais (12 Episoden)
- 1982: Sophies Entscheidung
- 1982: Alfred auf Reisen – Der Minnesänger
- 1983: Der gute Engel – Der Ölscheich
- 1984: Tatort: Der Mann mit den Rosen
- 1986: Der Vorhang fällt (Fernsehfilm)
- 1987: Der Schatz des Kaisers
- 1987: Die liebe Familie (eine Episode)
- 1988: Wiener Walzer (Fernsehfilm)
- 1991: Sibirien (Fernsehfilm)
- 1992: Donauprinzessin (Fernsehserie)
- 1997: Ein idealer Kandidat
- 2000: Komm, süßer Tod
- 2002: Elisabeth II.
- 2019: SOKO Donau – Ein Akt der Gewalt

## Hörspiele (Auswahl)
- 1974: Arthur Schnitzler: Das weite Land – Regie: Hans Krendlesberger (Hörspielbearbeitung – ORF-Landesstudio Wien).
- 1975: Erich Hackl: Emanzipation und Sowas – Regie: Ferry Bauer (Hörspiel – ORF Oberösterreich)